# Notizie dal mondo
Notizie dal mondo (News of the World) è un film del 2020 diretto da Paul Greengrass.
La pellicola, con protagonista Tom Hanks, è l'adattamento cinematografico del romanzo del 2016 News of the World, scritto da Paulette Jiles.

## Trama
Texas, 1870. Dopo la fine della guerra civile americana l'ex capitano dell'esercito degli Stati sudisti Jefferson Kyle Kidd, che all'inizio della sua carriera lavorava come stampatore, si guadagna da vivere viaggiando di città in città in Texas per leggere le notizie di attualità dai giornali, ampliandole in modo scenografico per il suo pubblico prevalentemente analfabeta.
Dietro pagamento di un modesto biglietto d'ingresso, i suoi ascoltatori apprendono così di sviluppi politici, brutte epidemie ed avventure in mondi lontani, ma anche di nuove tecnologie che modificheranno la loro vita. Di queste fa parte anche la ferrovia, che di lì a breve dovrà collegare il Texas meridionale al resto del Paese. Queste storie collegano le persone i cui ricordi della guerra sono ancora freschi e danno loro speranza in un futuro migliore nel loro Paese attualmente occupato e gestito a pugno duro dall'esercito degli Stati del nord.

Un giorno, il capitano Kidd si imbatte in una bambina orfana di origine tedesca che è stata cresciuta da una tribù di nativi americani e parla solo la lingua kiowa. La bambina era in compagnia di un uomo in possesso di documenti che attestano che in una lontana cittadina sono ancora in vita dei suoi parenti. Ma l'uomo che aveva l'incarico di riportarla a casa era di colore e nell'attraversare il Texas ha purtroppo incontrato un gruppo di razzisti ed è stato impiccato.
 
Così Kidd decide di riportare la bambina dai suoi parenti nonostante ci sia da affrontare un lungo viaggio. Le difficoltà da superare lungo il cammino sono molte, un'imboscata da parte di un gruppo di delinquenti, la morte dei cavalli, un deserto da attraversare a piedi e inoltre non è facile comunicare con la bambina. Ma con il tempo si forma tra i due un legame anche grazie alle notizie e alle storie che il capitano legge alla gente di villaggio in villaggio e che alla bambina piacciono molto.
 
Alla fine il capitano Kidd riesce a trovare gli zii della bambina, marito e moglie, e la affida a loro. Portato a termine il suo compito, Kidd torna a casa per la prima volta dopo la guerra e si ferma al cimitero a dare un ultimo saluto alla moglie morta di colera in sua assenza. È in questo momento che si sente davvero solo e comprende quanto fosse importante per lui la compagnia della piccola orfana. Tornato alla colonia tedesca, trova la bambina legata nel cortile, incapace di adattarsi alla dura vita dei campi. Con il consenso della famiglia, la bambina riprende il suo viaggio itinerante con Kidd.

## Produzione
Nel maggio 2017 la 20th Century Fox ha acquistato i diritti cinematografici del romanzo di Paulette Jiles per farne un film con protagonista Tom Hanks e la sceneggiatura di Luke Davies. Dopo l'acquisto della 20th Century Fox da parte della Disney, il film è passato alla Universal Pictures.
Le riprese del film sono iniziate il 2 settembre 2019 a Santa Fe.

## Promozione
Il primo trailer del film è stato diffuso il 7 ottobre 2020.

## Distribuzione
Il film è stato distribuito nelle sale cinematografiche statunitensi a partire dal 25 dicembre 2020 e on demand dopo quindici giorni. In Italia, e nel resto del mondo, il film è stato distribuito su Netflix a partire dal 10 febbraio 2021, dopo che la Universal ha raggiunto un accordo per la distribuzione con la piattaforma a causa della pandemia di COVID-19.

### Doppiaggio
Nel film l'attrice tedesca Helena Zengel recita quasi interamente nella lingua kiowa, ed ha doppiato se stessa nella versione italiana,, tedesca, francese e spagnola (il doppiaggio è limitato alle frasi da lei recitate in inglese).

## Accoglienza

### Critica
Sull'aggregatore Rotten Tomatoes il film riceve il 88% delle recensioni professionali positive su 270, mentre su Metacritic ottiene un punteggio di 73 su 100, basato su 45 critiche professionali.

## Riconoscimenti
- 2021 - Premio Oscar[10]
  - Candidatura per la migliore fotografia a Dariusz Wolski
  - Candidatura per la migliore scenografia a David Crank ed Elizabeth Keenan
  - Candidatura per la migliore colonna sonora a James Newton Howard
  - Candidatura per il miglior sonoro a Oliver Tarney, Mike Prestwood Smith, William Miller e John Pritchett
- 2021 - Golden Globe[11]
  - Candidatura per la migliore attrice non protagonista a Helena Zengel
  - Candidatura per la migliore colonna sonora originale a James Newton Howard
- 2020 - Chicago Film Critics Association Awards[12]
  - Candidatura per la miglior performance rivelazione a Helena Zengel
- 2020 - National Board of Review[13]
  - Migliori dieci film dell'anno
  - Miglior sceneggiatura non originale a Paul Greengrass e Luke Davies
- 2021 - American Society of Cinematographers[14]
  - Candidatura per la miglior fotografia in un lungometraggio a Dariusz Wolski
- 2021 - Art Directors Guild[15]
  - Candidatura per la migliore scenografia in un film d'epoca a David Crank
- 2021 - British Academy Film Awards[16]
  - Candidatura per la miglior colonna sonora a James Newton Howard
  - Candidatura per la Miglior fotografia a Dariusz Wolski
  - Candidatura per la Miglior scenografia a David Crank e Elizabeth Keenan
- 2021 - Cinema Audio Society Awards[17]
  - Candidatura per il miglior missaggio sonoro in un film live action
- 2021 - Critics' Choice Awards[18]
  - Candidatura per il miglior film
  - Candidatura per il miglior attore a Tom Hanks
  - Candidatura per il miglior giovane interprete a Helena Zengel
  - Candidatura per la miglior sceneggiatura non originale a Paul Greengrass e Luke Davies
  - Candidatura per la miglior fotografia a Dariusz Wolski
  - Candidatura per la miglior scenografia a David Crank e Elizabeth Keenan
  - Candidatura per la miglior colonna sonora a James Newton Howard
- 2021 - San Diego Film Critics Society Awards[19]
  - Candidatura per la migliore fotografia a Dariusz Wolski
- 2021 - Satellite Award[20]
  - Candidatura per la migliore attrice non protagonista a Helena Zengel
  - Candidatura per la migliore sceneggiatura non originale a Paul Greengrass e Luke Davies
  - Candidatura per la migliore fotografia a Dariusz Wolski
  - Candidatura per la miglior colonna sonora originale a James Newton Howard
- 2021 - Screen Actors Guild Award[21]
  - Candidatura per la migliore attrice non protagonista a Helena Zengel
  - Candidatura per le migliori controfigure cinematografiche
- 2021 - VES Awards[22]
  - Candidatura per i migliori effetti visivi di supporto in un film a Roni Rodrigues, Dayaliyah Lopez, Ian Fellows, Andrew Morley e Brandon K. McLaughlin
- 2021 - Washington D.C. Area Film Critics Association[23]
  - Candidatura per la miglior giovane performance a Helena Zengel
  - Candidatura per la miglior scenografia a David Crank e Elizabeth Keenan
  - Candidatura per la migliore fotografia a Dariusz Wolski
  - Candidatura per la migliore colonna sonora originale a James Newton Howard
- 2021 - Writers Guild of America Award[24]
  - Candidatura per la miglior sceneggiatura adattata a Paul Greengrass e Luke Davies, basata sul romanzo di Paulette Jiles